# اچ‌ام‌اس دیفندر (دی۱۱۴)
اچ‌ام‌اس دیفندر (دی۱۱۴) (به انگلیسی: HMS Defender (D114)) یک کشتی بود که طول آن ۳۹۰ فوت (۱۲۰ متر) بود. این کشتی در سال ۱۹۵۰ ساخته شد.